# Philippe Farjon

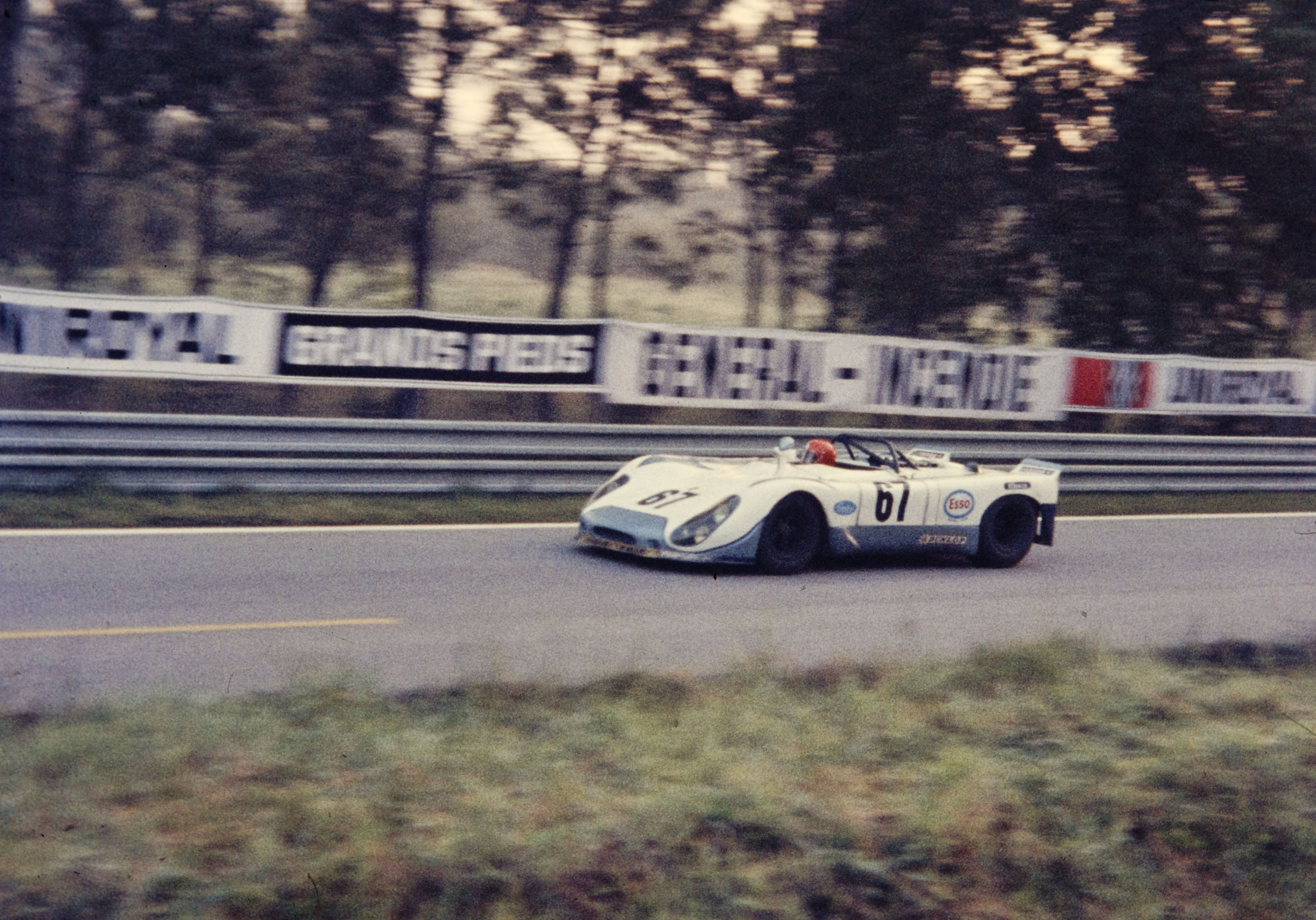
Philippe Farjon im Porsche 908/02, beim 24-Stunden-Rennen von Le Mans 1972

Philippe Jean Gérard Farjon (* 26. Februar 1936 in Paris; † 9. Dezember 2021 in Saint-Avertin) war ein französischer Autorennfahrer.

## Karriere
Philippe Farjon war über drei Jahrzehnte verteilt bei Sportwagenrennen und dort vor allem beim 24-Stunden-Rennen von Le Mans am Start. Wie lange dieser Zeitraum war, zeigen die Sieger und deren Fahrzeuge bei seinem und seinem letzten Le-Mans-Einsatz. Bei seinem ersten Rennen, das er 1964 auf einem René Bonnet Aérodjet von René Bonnet bestritt, gewannen Jean Guichet und Nino Vaccarella auf einem Werks-Ferrari 275P. Bei seinem letzten Antreten 1990 blieben John Nielsen, Price Cobb und Martin Brundle im Jaguar XJR-12 siegreich.
Farjon konnte 1964 und 1989 Klassensiege einfahren. Beim 1000-km-Rennen von Paris 1972 fiel er nach einem Kupplungsschaden am Chevron B19 vorzeitig aus.

## Statistik

### Le-Mans-Ergebnisse
| Jahr | Team                            | Fahrzeug             | Teamkollege         | Teamkollege   | Platzierung             | Ausfallgrund |
| ---- | ------------------------------- | -------------------- | ------------------- | ------------- | ----------------------- | ------------ |
| 1964 | Société Automobiles René Bonnet | René Bonnet Aérodjet | Serge Lelong        |               | Rang 23 und Klassensieg |              |
| 1967 | Philippe Farjon                 | Porsche 911S         | André Wicky         |               | Ausfall                 | Kurbelwelle  |
| 1969 | Philippe Farjon                 | Porsche 911S         | Jacques Dechaumel   |               | Rang 14                 |              |
| 1972 | Christian Poirot                | Porsche 908/2        | Christian Poirot    |               | nicht klassiert         |              |
| 1989 | Courage Compétition             | Cougar C20B          | Jean-Claude Andruet | Shunji Kasuya | Rang 14 und Klassensieg |              |
| 1990 | Etablissement Chereau           | Cougar C20B          | Jean Messaoudi      |               | Ausfall                 | Unfall       |

### Einzelergebnisse in der Sportwagen-Weltmeisterschaft
| Saison | Team                                | Rennwagen                             | 1   | 2   | 3   | 4   | 5   | 6   | 7   | 8   | 9   | 10  | 11  | 12  | 13  | 14  | 15  | 16  | 17  | 18  | 19  | 20  |
| ------ | ----------------------------------- | ------------------------------------- | --- | --- | --- | --- | --- | --- | --- | --- | --- | --- | --- | --- | --- | --- | --- | --- | --- | --- | --- | --- |
| 1964   | Automobiles René Bonnet René Bonnet | René Bonnet Djet René Bonnet Aérodjet | DAY | SEB | TAR | MON | SPA | CON | NÜR | ROS | LEM | REI | FRE | CCE | RTT | SIM | NÜR | MON | TDF | BRI | BRI | PAR |
| 1964   | Automobiles René Bonnet René Bonnet | René Bonnet Djet René Bonnet Aérodjet |     |     |     |     |     |     | 43  |     | 23  | DNF |     |     |     |     |     |     | DNF |     |     |     |
| 1967   | Philippe Farjon                     | Porsche 911                           | DAY | SEB | MON | SPA | TAR | NÜR | LEM | HOK | MUG | BRH | CCE | ZEL | OVI | NÜR |     |     |     |     |     |     |
| 1967   | Philippe Farjon                     | Porsche 911                           |     |     |     | DNF |     |     |     |     |     |     |     |     |     |     |     |     |     |     |     |     |
| 1969   | Philippe Farjon                     | Porsche 911                           | DAY | SEB | BRH | MON | TAR | SPA | NÜR | LEM | WAT | ZEL |     |     |     |     |     |     |     |     |     |     |
| 1969   | Philippe Farjon                     | Porsche 911                           |     |     |     |     | 14  |     |     |     |     |     |     |     |     |     |     |     |     |     |     |     |
| 1972   | Christian Poirot                    | Porsche 908                           | BUA | DAY | SEB | BRH | MON | SPA | TAR | NÜR | LEM | ZEL | WAT |     |     |     |     |     |     |     |     |     |
| 1972   | Christian Poirot                    | Porsche 908                           |     |     |     |     |     | DNF |     |     |     |     |     |     |     |     |     |     |     |     |     |     |